# Вулька-Соколовська-к-Вулькі-Недзьведзкей
Вулька-Соколовська-к-Вулькі-Недзьведзкей (пол. Wólka Sokołowska k. Wólki Niedźwiedzkiej) — село в Польщі, у гміні Соколів-Малопольський Ряшівського повіту Підкарпатського воєводства.
У 1975-1998 роках село належало до Ряшівського воєводства.